# 座間駐屯地
座間駐屯地（ざまちゅうとんち、JGSDF Camp Zama）は、神奈川県相模原市に所在し、第4施設群等が駐屯する陸上自衛隊の駐屯地である。

## 概要
神奈川県座間市および相模原市に所在するキャンプ座間（在日アメリカ陸軍基地）に同居する形で所在している。これまでは朝霞駐屯地の座間市にある分屯地として運用されており、当時の正式名称は「朝霞駐屯地座間分屯地」であった。2013年（平成25年）3月末の中央即応集団司令部移駐に伴い、所在地をアメリカ陸軍第1軍団前方司令部のある座間市から相模原市へと変更し、駐屯地に昇格した。
駐屯地司令は、第4施設群長が兼務（2013年（平成25年）3月26日から2018年（平成30年）3月26日までは中央即応集団司令部幕僚長）。

## 沿革
（前身の座間分屯地史を含む）
日本陸軍
- 1937年（昭和12年）： 帝国陸軍の陸軍士官学校（本科）が東京府市ヶ谷（市ヶ谷台、現在の市ヶ谷駐屯地）より移転。
  - 12月：陸士卒業式に行幸した昭和天皇は同校に相武台の名を与える。

アメリカ軍
- 1945年（昭和20年）9月2日[3]：第二次世界大戦敗戦によりアメリカ軍が接収。
- 1950年（昭和25年）：アメリカ陸軍第8軍司令部設置。

陸上自衛隊（日米共同使用）
陸上自衛隊朝霞駐屯地座間分屯地
- 1971年（昭和46年）10月20日：

1. 座間キャンプ日米共同使用開始により朝霞駐屯地座間分屯地が開設。
2. 第102建設大隊が朝霞駐屯地から移駐。座間分屯地司令職務担任部隊に指定。

- 1972年（昭和47年）
  - 7月31日：第102建設大隊を廃止。
  - 8月1日：第3施設群を新編。座間分屯地司令職務担任部隊に指定。
- 2001年（平成13年）
  - 3月25日：第3施設群が廃止。
  - 3月26日：第4施設群本部が宇都宮駐屯地から移駐。座間分屯地司令職務担任部隊に指定。

陸上自衛隊座間駐屯地
- 2013年（平成25年）3月26日：座間駐屯地に昇格。

1. 中央即応集団司令部および司令部付隊が朝霞駐屯地から移駐。
2. 座間駐屯地司令職務を第4施設群長から中央即応集団司令部幕僚長に移管。
3. 朝霞駐屯地業務隊座間派遣隊を廃止し、座間駐屯地業務隊を新編。
4. 東部方面会計隊本部座間派遣隊を廃止し、第441会計隊を新編。東部方面会計隊に隷属。

- 2018年（平成30年） 3月27日：部隊新編および移駐。

1. 中央即応集団を廃止し、陸上総隊司令部日米共同部を新設。
2. 第4施設群が座間分屯地司令職務担任部隊に指定。
3. 第364施設中隊が、駒門駐屯地から移駐。

- 2025年（令和07年）3月23日：第390施設中隊「機動支援」を廃止。

## 駐屯部隊

### 陸上総隊
- 陸上総隊司令部
  - 日米共同部

### 東部方面隊隷下部隊
- 第1施設団
  - 第4施設群
- 東部方面後方支援隊
  - 第102施設直接支援大隊
    - 第1直接支援中隊
- 東部方面システム通信群
  - 第105基地システム通信大隊
    - 第305基地システム通信中隊
      - 座間派遣隊
- 東部方面会計隊
  - 第441会計隊
- 座間駐屯地業務隊

### 防衛大臣直轄部隊
- 警務隊
  - 東部方面警務隊
    - 第129地区警務隊
      - 座間連絡班

## 最寄の幹線交通
- 高速道路：東名高速道路 厚木IC/横浜町田IC
- 一般道：国道16号、国道129号、国道246号、国道412号、神奈川県道42号藤沢座間厚木線、神奈川県道45号丸子中山茅ヶ崎線、神奈川県道46号相模原茅ヶ崎線、神奈川県道50号座間大和線、神奈川県道51号町田厚木線、神奈川県道407号杉久保座間線
- 鉄道：JR東日本相模線 相武台下駅、小田急小田原線 相武台前駅
- 港湾：大磯港、真鶴港、熱海港、下田港（地方港湾）
- 飛行場：厚木飛行場（その他の飛行場）